# Leptopsalis pangrango
Leptopsalis pangrango is een hooiwagen uit de familie Stylocellidae. De originele naamcombinatie (protoniem) was Stylocellus pangrango Shear, 1993.